# Rustia
Rustia là một chi thực vật có hoa trong họ Thiến thảo (Rubiaceae).

## Loài
Chi Rustia gồm các loài: